# Taufengel

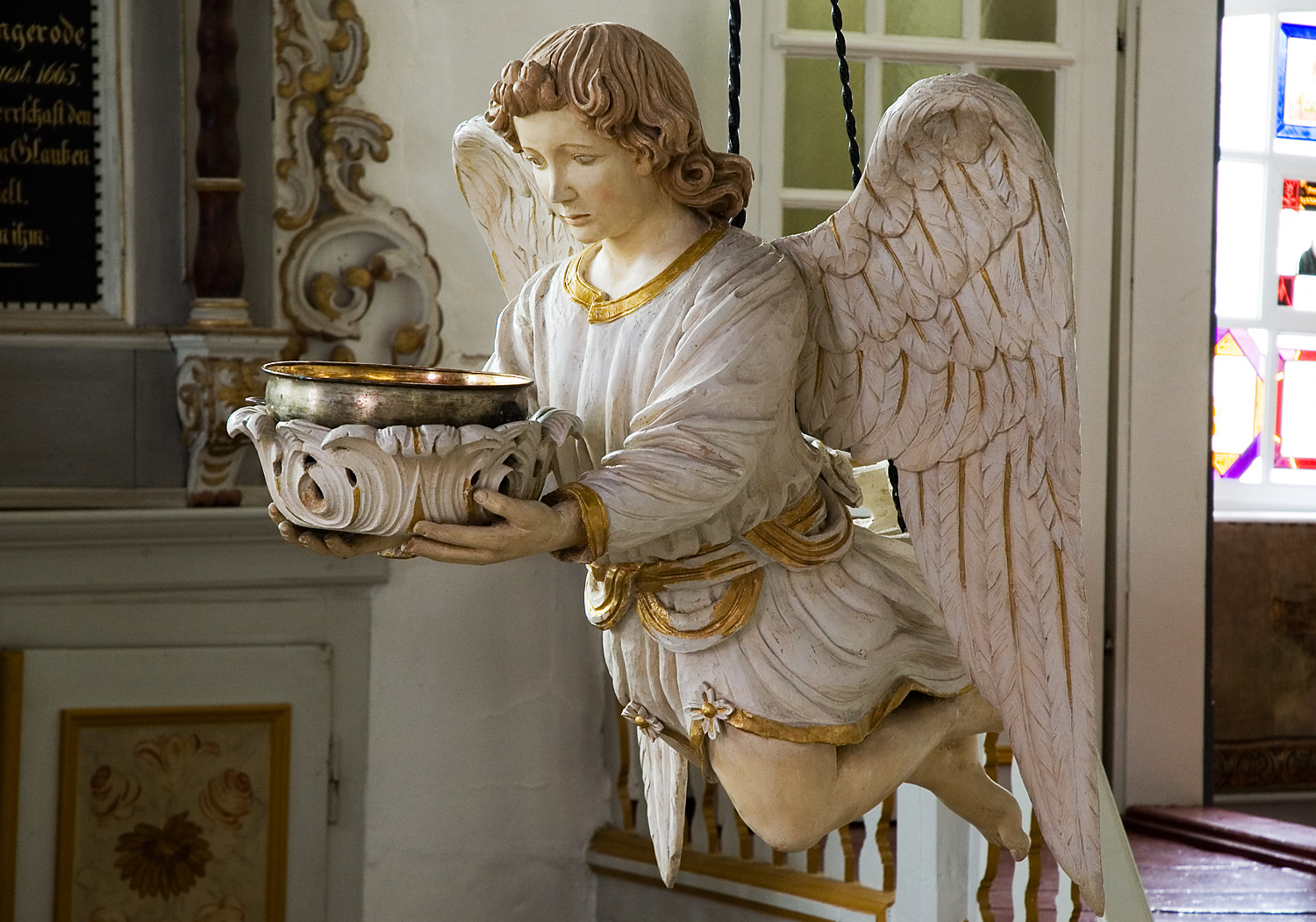
Taufengel Kapelle Burg Bodenstein

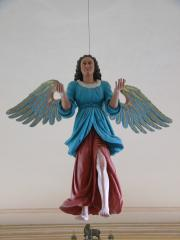
Taufengel der Engelkirche in Hinterhermsdorf, der der Kirche ihren Namen gab

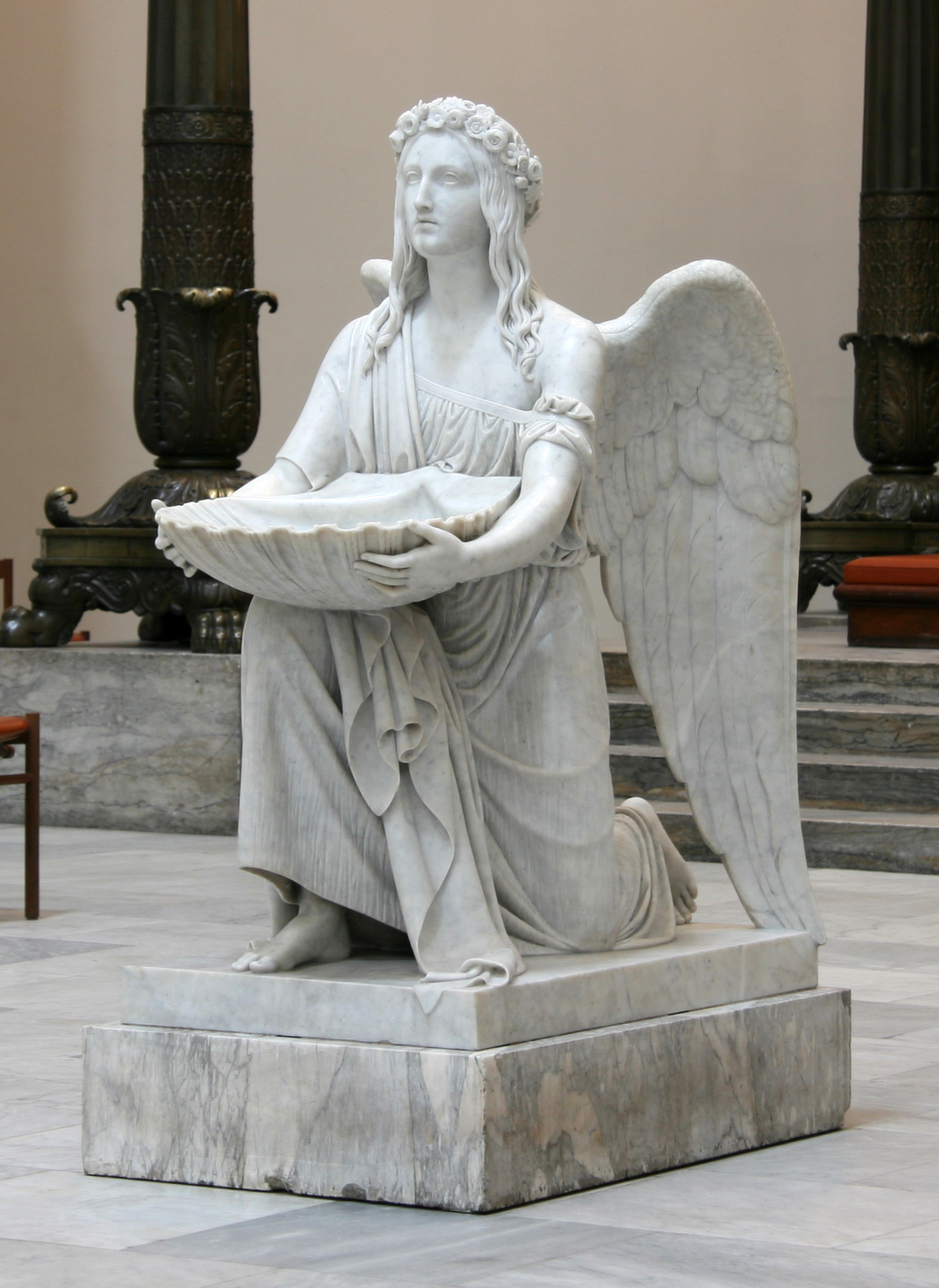
Taufengel von Bertel Thorvaldsen, Vor Frue Kirke, Kopenhagen

Ein Taufengel ist eine plastisch aus Holz gestaltete, oft mannsgroße Engelsfigur als Sonderform des Taufbeckens aus der Barockzeit.

## Geschichte
Taufengel waren im 17. und 18. Jahrhundert vor allem in Deutschland, Dänemark und Schweden in lutherischen Kirchen gebräuchlich und hingen vertikal schwebend von der Decke des Chors herab. Bei der Taufzeremonie wurden sie mittels Seilzug heruntergelassen. Es gab auch stehende oder kniende Taufengel, die ein Taufbecken auf ihrem Kopf tragen oder über sich in die Höhe stemmen („Beckenstemmer“). Von den heute noch oder wieder genutzten Taufengeln sind viele auf dem Boden stehend oder an der Wand befestigt. Schwebende bewegliche Taufengel sind inzwischen sehr selten. In der Dorfkirche in Köditz / Oberfranken wurde 1978 der aus der Barockzeit erhaltene Schwebetaufengel wieder so installiert, dass er im Kirchenraum oberhalb der Gemeinde schwebt und anlässlich von Taufen heruntergelassen werden kann. Vom Taufengel in Lüdingworth weiß man, dass er sich herabsenkte, wenn man den Deckel hob.
Taufengel stehen in der langen Tradition der handelnden Bildwerke. In einer Taufschale in ihren Händen reichen sie das Wasser zum Taufsakrament dar und verkörpern damit die Brücke zum Himmlischen. Zumeist wurden sie von regionalen Meistern vor Ort geschaffen. Neben der religiösen Bedeutung sollten die hängenden Taufengel vor allem das Platzproblem in den Kirchen lösen, die für die wachsende Bevölkerung zu klein wurden.
Im Laufe des 19. Jahrhunderts waren die androgynen Taufengel derart umstritten, dass sie aus vielen Kirchen wieder entfernt wurden oder notwendige Reparaturen der Aufhängung unterblieben. Das Wolfenbütteler Konsistorium verbot 1846 sogar die Taufengel aus ästhetischen Gründen. In der zweiten Hälfte des 19. Jahrhunderts wurde ihr kirchenhistorischer Wert neu entdeckt.